# Ardley Castle
Ardley Castle ist eine Burgruine im Südwesten des Dorfes Ardley in der englischen Grafschaft Oxfordshire.
Es soll sich um eine unrechtmäßig in der Regierungszeit von König Stephan errichtete Burg gehandelt haben. Sie wurde nach 1154 auf Geheiß König Heinrichs II. zerstört. Heute sind nur noch eine ovale Einfriedung und ein flacher Burggraben erhalten.